# تريفور أريزا
تريفور أريزا (بالإنجليزية: Trevor Ariza)‏ مواليد 30 يونيو 1985، هو لاعب كرة سلة أمريكي يلعب مع فريق هيوستن روكتس في الرابطة الوطنية لكرة السلة ويحمل الرقم 1. يبلغ طوله 6 قدم 8 بوصة (2.0 م).

## فرق لعب لها
- نيويورك نيكس
- أورلاندو ماجيك
- لوس أنجلوس ليكرز
- هيوستن روكتس
- نيو أورلينز بيليكانز
- هيوستن روكتس

## روابط خارجية
- تريفور أريزا على موقع إن بي أي (الإنجليزية)
- تريفور أريزا على موقع سبورتس رفرنس (الإنجليزية)
- تريفور أريزا على موقع كرة السلة الأوروبية.كوم (الإنجليزية)
- تريفور أريزا على موقع إي إس بي إن.كوم (الإنجليزية)
- تريفور أريزا على موقع كلية كرة السلة في سبورتس رفرنس.كوم (الإنجليزية)
- تريفور أريزا على موقع ريلجم (الإنجليزية)
- تريفور أريزا على موقع بروبوليرز (الإنجليزية)